# Agnès Lladó i Saus
Agnès Lladó i Saus (Figueres, Alt Empordà, 3 de gener de 1979) és una política catalana, alcaldessa de Figueres des del 15 de juny de 2019 al 17 de juny del 2023.
Ha treballat com assistent de direcció de màrqueting en una empresa de serveis figuerenca d'àmbit nacional. Està vinculada a diverses entitats del municipi, com l'ANC, Òmnium Cultural, la Unió Esportiva Figueres o la Colla Castellera de la ciutat.
Regidora a l'Ajuntament de Figueres i membre del Consell Comarcal de l'Alt Empordà des del 2015, el 15 de juny de 2019 va ser escollida nova alcaldessa de Figueres, en substitució de Jordi Masquef i Creus, amb el suport del Partit dels Socialistes de Catalunya, Guanyem Figueres i Canviem Figueres.